# Show do intervalo do Super Bowl LVII
O show do intervalo do Super Bowl LVII, oficialmente conhecido como Apple Music Super Bowl LVII Halftime Show, ocorreu em 12 de fevereiro de 2023, no State Farm Stadium, em Glendale, Arizona, nos Estados Unidos, como parte do Super Bowl LVII. O evento foi transmitido nos Estados Unidos pela Fox, e Fox Deportes, e pelos aplicativos da Fox Sports e NFL, sendo o primeiro show do intervalo do Super Bowl a ser patrocinado pela Apple Music. A cantora barbadiana Rihanna estrelou o show.

## Antecedentes
Em outubro de 2019, Rihanna revelou à Vogue que havia recusado uma oferta da National Football League (NFL) para se apresentar no Super Bowl LIII halftime show em solidariedade a Colin Kaepernick. Em 2016, Kaepernick se ajoelhou durante o hino nacional estadunidense no início dos jogos da NFL em protesto contra a brutalidade policial e a desigualdade racial nos Estados Unidos. Posteriormente, em novembro de 2017, ele entrou com uma queixa contra a NFL e seus proprietários, acusando-os de conluio para mantê-lo fora da liga. Kaepernick retirou a queixa em fevereiro de 2019, antes do Super Bowl LIII, após chegar a um acordo confidencial com a NFL.
Em 22 de setembro de 2022, a NFL anunciou que o novo patrocinador do show do intervalo do Super Bowl seria a Apple Music, substituindo a Pepsi, começando com o Super Bowl LVII. Em 25 de setembro de 2022, a NFL anunciou que Rihanna estrelaria o show do intervalo. A apresentação seria a primeira performance ao vivo de Rihanna em cinco anos, desde sua participação no Grammy Awards de 2018. Em entrevista a Nadeska Alexis, da Apple Music, dias antes do show do intervalo, Rihanna disse que estava na 39ª versão do set list do show.
Nos dias que antecederam o show do intervalo, Rihanna brincou em uma entrevista com Nate Burleson que talvez ela trouxesse um convidado "surpresa". Após o show, foi confirmado que a cantora estava grávida de seu segundo filho. A apresentação de Rihanna no Super Bowl Halftime Show de 2023 atraiu um total de 118,7 milhões de espectadores na TV e nas plataformas digitais, tornando-se o segundo halftime show mais assistido da história, atrás da apresentação de Katy Perry no Super Bowl XLIX halftime show.

## Set list
1. "Bitch Better Have My Money" (com elementos de "Phresh Out the Runway")
2. "Where Have You Been" / "Only Girl (In the World)" (com elementos de "Cockiness (Love It)")
3. "We Found Love" (com elementos de "S&M")
4. "Rude Boy" (DJ Klean remix; com elementos de "Kiss It Better")
5. "Work"
6. "Wild Thoughts"
7. "Pour It Up" (com elementos de "Birthday Cake", "Numb", e "Pose")
8. "All of the Lights"
9. "Run This Town"
10. "Umbrella"
11. "Diamonds"